# Chipa
Con il termine chipa o chipá o chipa avatí si indicano vari tipi di pane o torta salata, tutti a base di farina di manioca o di mais. Costituiscono uno dei piatti più tipici della cucina paraguayana e delle regioni limitrofe di Argentina e Brasile (anche se il corrispettivo brasiliano viene chiamato pão de queijo, ossia “pane di formaggio”).
Le migrazioni dell'ultima parte del XX secolo hanno reso la chipa piuttosto popolare anche nelle grandi città argentine come Buenos Aires, Córdoba o Rosario; d'altra parte altre peculiarità gastronomiche come il cuñapé nella Bolivia orientale, i muchines de yuca in Ecuador e il pan de yuca in Colombia presentano molte similitudini con la chipa.

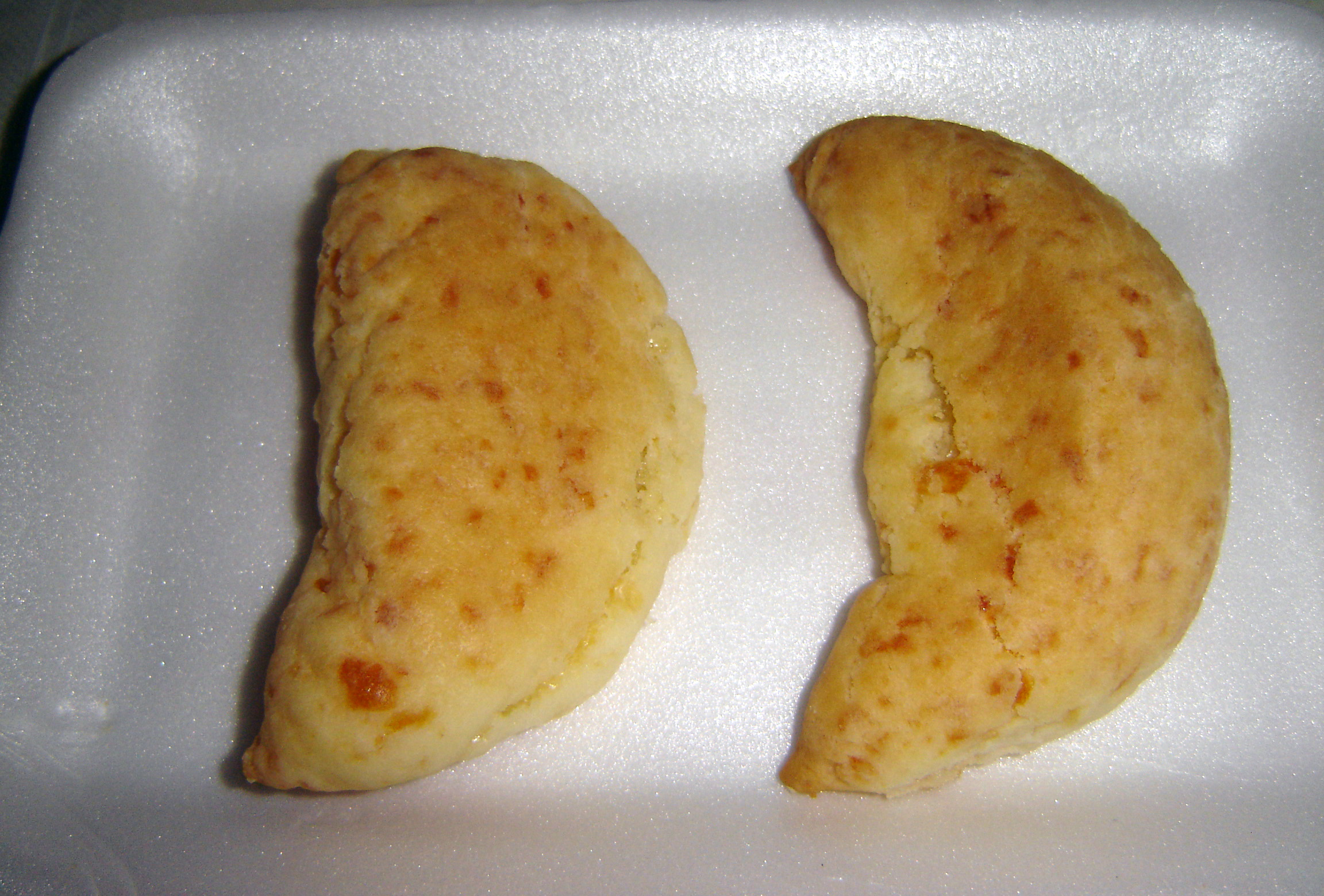
Chipa

La variante più frequente si prepara con amido di manioca, latte, formaggio, uova e burro (a volte sostituito dall'olio), con i quali si preparano delle palline di circa 3 cm di diametro. La leggerezza dell'amido di manioca, macinato molto finemente, permette che il formaggio fuso sia il sapore dominante. In qualche occasione a questi ingredienti si aggiungono dei semi di anice. Il cuñapé presenta gli stessi ingredienti, ma in diverse proporzioni.
I pani di farina di mais o manioca di tutto il continente sudamericano in Paraguay vengono chiamati chipa o mbejú. Nella loro fabbricazione non viene usato alcun tipo di lievito, in modo che neppure le temperature elevate della regione possano pregiudicare la loro conservazione per diversi giorni. Di solido sono piatti festivi che vengono proposti in tutte le manifestazioni della religiosità popolare.

## Varianti
In Paraguay esistono almeno 70 diverse varianti di chipa. Tra i più conosciuti si trova il chipa guasu o  chipá guazú, preparato con farina di mais al suo stato fresco; per il fatto di non contenere carne è uno dei piatti più frequenti al venerdì o durante la Quaresima. Il chipá caburé viene cucinato attorno ad un palo, in modo da essere privo della spugnosa parte interna, mentre il chipá so'o è ripieno di carne di manzo macinata. Altre varietà di chipa si differenziano per gli ingredienti, come il chipá maduví, preparato con una mescola di farina di mais e semi di arachide, o il chipá rora, fatto con gli scarti dei semi di mais setacciati. Il chipá maí è in tutto e per tutto uguale al “pane di formaggio” brasiliano.
Due città paraguayane si contendono il ruolo di Capitale Nazionale della Chipa: Coronel Bogado, nel Dipartimento di Itapúa, ed Eusebio Ayala, nel Dipartimento di Cordillera.